# Einasleigh River
Der Einasleigh River ist ein Fluss im Norden des australischen Bundesstaates Queensland.

## Geographie

### Flusslauf
Der Fluss entspringt bei Oak Valley im Blackbraes-Nationalpark, an den Nordhängen der Montgomery Range, die zur Great Dividing Range gehört. Von dort fließt er in einem weiten Bogen um die Stadt Georgetown, zunächst nach Norden, dann nach Nordwesten und schließlich nach Westen. In seinem Oberlauf verläuft der Einasleigh River parallel zur Kennedy Developmental Road nach Norden bis Lyndhurst. Bei Carpentaria Downs unterquert er die Gregory Developmental Road und bei Einasleigh erneut. Bei Eveleigh kreuzt er den Savannah Way (auch: Gulf Developmental Road) und fließt dann durch völlig unerschlossenes Gebiet auf die Ostküste des Golf von Carpentaria zu. Rund 50 Kilometer östlich von Miranda Downs mündet er in den Gilbert River.

### Nebenflüsse mit Mündungshöhen
- Hospital Creek – 741 m
- Oak Swamp Creek – 709 m
- The Lynd Creek – 598 m
- Horse Mountain Creek – 589 m
- Margaret Creek – 563 m
- Six Mile Creek – 554 m
- Blind Cow Creek – 548 m
- Lee (McKinnons) Creek – 514 m
- Walkers Creek – 496 m
- Lagoon Creek – 477 m
- Dinner Creek – 473 m
- Copperfield River – 439 m
- Big Stockman Creek – 420 m
- Ellendale Creek – 390 m
- Telegraph Creek – 369 m
- McMillan Creek – 337 m
- Copper Show Creek – 337 m
- Junction Creek – 334 m
- Nigger Creek – 330 m
- Piccaninny Creek – 329 m
- White Springs Creek – 319 m
- Pandanus Creek – 313 m
- Bullock Creek – 268 m
- Sandy Creek – 253 m
- Cattle Creek – 244 m
- Parallel Creek – 211 m
- Galloway Creek – 203 m
- Martin Creek – 199 m
- Bull Creek – 186 m
- Ten Mile Creek – 180 m
- Silent Creek – 154 m
- Etheridge River – 147 m
- Dismal Creek – 101 m

(Quelle:)

### Durchflossene Seen
- Eight Mile Waterhole – 260 m[1]